# 11. armija (Njemačko Carstvo)
11. armija (njem. 11. Armee / Armeeoberkommando 11 / A.O.K. 11) je bila vojna formacija njemačke vojske u Prvom svjetskom ratu. Tijekom Prvog svjetskog rata djelovala je na Istočnom, Balkanskom i Solunskom bojištu.

## Istočno bojište
Jedanaesta armija formirana je 9. ožujka 1915. godine sa sjedištem stožera u Kasselu. Njezinim prvim zapovjednikom postao je general pješaštva Max von Fabeck kojemu je bio načelnik stožera Hans von Seeckt. Ubrzo nakon osnivanja 11. armija premještena je na Zapadno bojište sa sjedištem stožera u Maubeugeu. Armija je kratko sudjelovala u borbama kod Ypresa da bi u travnju bilo odlučeno da se njezine jedinice premjeste na Istočno bojište kako bi sudjelovala u predstojećoj ofenzivi. Max von Fabeck je postao zapovjednikom 1. armije zamijenivši na tom mjestu ranjenog Alexandera von Klucka tako da je novim zapovjednikom armije 16. travnja 1915. godine postao general pukovnik August von Mackensen, dotadašnji zapovjednik 9. armije.

Armija je na Istočnom bojištu smještena između 3. i 4. austrougarske armije, te joj je bila namijenjena odlučna uloga u predstojećoj ofenzivi. Svoju ulogu 11. armija je i ispunila jer je u ofenzivi Gorlice-Tarnow (1. svibnja – 18. rujna 1915.) probila frontu i porazila rusku 3. armiju pod zapovjedništvom generala Radka Dimitrieva, te prisilila ruske snage na veliko povlačenje. Armija je prešla rijeku San, te zauzela Lemberg (danas Lvov) prisilivši rusku armiju da se povuče iz cijele Galicije. Navedeni uspjeh 11. armije utjecao je da su se ruske snage morale povlačiti i na drugim dijelovima Istočnog bojišta tako da je ruska vojska izbačena iz Poljske, Kurlandije i Litve. Za zapovijedanje u ofenzivi zapovjednik 11. armije August von Mackensen je 22. lipnja 1915. promaknut u feldmaršala. Nakon završetka operacija u ofenzivi 11. armija je 8. rujna 1915. rasformirana. Njezin zapovjedni kadar prešao je u stožer novoformirane Grupe armija Mackensen.

## Invazija na Srbiju
Jedanaesta armija ponovno je formirana 23. rujna 1915. godine u južnoj Mađarskoj u svrhu predstojeće invazije na Srbiju. Armija je zajedno s austrougarskom 3., te bugarskom 1. armijom  ušla u sastav Grupe armije Mackensen kako bi se porazila Srbija i uspostavila neposredna kopnena veza s Bugarskom i Osmanskim Carstvom. Novim zapovjednikom armije postao je general topništva Max von Gallwitz kojemu je načelnik stožera bio pukovnik Gottfried Marquard.
Invazija je započela 6. listopada 1915. topničkom pripremom. Idući dan armija je prešla Dunav, te 9. listopada zauzela Beograd. Bugarska je 14. listopada objavila rat Srbiji što je srpsku vojsku stavilo u težak položaj. Sredinom studenog 11. armija i bugarska vojska su ovladale dolinama Morave i Nišave uspostavivši tako neposrednu kopnenu vezu Bugarske s Austro-Ugarskom. Nakon toga njemački Glavni stožer odlučio je jedan cijeli korpus izdvojiti iz sastava 11. armije, te poslati na sjever, što je smanjilo udarnu moć ofenzive. Srpska vojska uspjela je izbjeći okruženje, te se pod teškim uvjetima uspjela povući u Albaniju, da bi nakon toga bila prebačena na otok Krf.

## Solunsko bojište
Nakon poraza i okupacije Srbije, stožer 11. armije premješten je u Prilep. Armija je još više oslabljena slanjem njemačkih jedinica na druga bojišta, tako da je u sastav iste ubrzo bilo više bugarskih nego njemačkih jedinica. Sredinom kolovoza 1916. armija se tako sastojala od tri bugarske i samo jedne njemačke divizije. Njezinim novim zapovjednikom 10. kolovoza 1916. postao je general pješaštva Arnold von Winckler. Jedanaesta armija je u rujnu 1916. suzbijala savezničku ofenzivu čiji je cilj bio da se olakša položaj Rumunjske. U tome je samo djelomično uspjela s obzirom na to da su saveznici uspjeli potisnuti bugarske i njemačke snage, te zauzeti Bitolj.
U proljeće 1917. 11. armija je zajedno s bugarskim armijama ponovno morala suzbijati savezničku ofenzivu u čemu je bila uspješna. Kako se u to vrijeme završavale operacije protiv Rumunjske na bojište je premješteno još nekoliko bugarskih divizija, što je pak utjecalo da su još neke njemačke divizije premješten na druga bojišta. U lipnju 1917. godine zapovjednikom 11. armije postao je general pješaštva Kuno von Steuben koji je 11. armijom zapovijedao sve do kraja rata.

U rujnu 1918. godine savezničke snage su u Vardarskoj ofenzivi (14. – 29. rujna 1918.) probile frontu. Zbog toga Bugarska je 29. rujna 1918. potpisala primirje sa saveznicima okončavši tako svoje sudjelovanje u Prvom svjetskom ratu. Jedanaesta armija lišena pomoći bugarskih trupa i znatno brojčano slabija od savezničkih armija prisiljena je na povlačenje koje nisu mogle zaustaviti niti umorne i iscrpljene njemačke jedinice koje su kao pojačanje počele pristizati sa Zapadnog bojišta. Položaj 11. armije još je više oslabljen nakon što je 4. studenog 1918. kapitulirala i Austro-Ugarska tako da se 11. armija koja se tada nalazila na sjevernim obalama Dunava do 20. studenog trebala napustiti Austro-Ugarsku ili biti razoružana. Povlačenje 11. armije zaustavilo je primirje potpisano 11. studenog 1918. nakon čega su se preostale jedinice 11. armije počele vraćati u Njemačku gdje je 4. prosinca 1918. armija i rasformirana. 

## Zapovjednici
Max von Fabeck (9. ožujka 1915. – 16. travnja 1915.)

August von Mackensen (16. travnja 1915. – 8. rujna 1915.) 

Max von Gallwitz (23. rujna 1915. – 10. kolovoza 1916.)

Arnold von Winckler (10. kolovoza 1916. – 5. lipnja 1917.)

Kuno von Steuben (5. lipnja 1917. – 4. prosinca 1918.)

## Načelnici stožera
Hans von Seeckt (9. ožujka 1915. – 8. rujna 1915.)

Gottfried Marquard (23. rujna 1915. – 24. ožujka 1916.)

Walther Reinhardt (22. studenog 1916. – 10. veljače 1917.)

## Bitke
Ofenziva Gorlice-Tarnow (1. svibanj – 18. rujan 1915.)
Četvrta invazija na Srbiju (6. listopada – 4. prosinca 1915.)
Vardarska ofenziva (14. – 29. rujna 1918.) 

## Vojni raspored 11. armije u ofenzivi Gorlice-Tarnow
Zapovjednik: general pukovnik August von Mackensen

Načelnik stožera: pukovnik Hans von Seeckt

- Gardijski korpus (genpj. Karl von Plettenberg)
  - 1. gardijska divizija (princ Fridrih Pruski)
  - 2. gardijska divizija (gen. Winckler)

- XXXXI. pričuvni korpus (genpj. Hermann von François)
  - 81. pričuvna divizija (gen. Stocken)
  - 82. pričuvna divizija (gen. Fabarius)

- Korpus Kneussl (genboj. Paul von Kneussl)
  - 11. bavarska divizija (gen. Kneussl)
  - 119. pješačka divizija (gen. Behr)

- X. korpus (genpj. Otto von Emmich)
  - 19. pješačka divizija (gen. Hofmann)
  - 20. pješačka divizija (gen. Oetinger)

- VI. korpus (Austro-Ugarska) (podmrš. Artur Arz von Straussenburg)
  - 12. divizija (podmarš. Kestranek)
  - 39. honvedska divizija (podmarš. Hadfy)
  - 11. honvedska konjička divizija (podmarš. Bissingen)Kuno von Steuben, posljednji zapovjednik 11. armije

## Vojni raspored 11. armije u invaziji na Srbiju
Zapovjednik: general topništva Max von Gallwitz

Načelnik stožera: pukovnik Gottfried Marquard

- III. korpus (genpj. Ewald von Lochow)
  - 6. pješačka divizija (gen. Rohden)
  - 25. pričuvna divizija (gen. Jarotzky)

- IV. pričuvni korpus (genpor. Arnold von Winckler)
  - 11. bavarska divizija (gen. Kneussl)
  - 105. pješačka divizija (gen. von der Esch)
  - 107. pješačka divizija (gen. Moser)

- X. pričuvni korpus (genpor. Robert Kosch)
  - 103. pješačka divizija (gen. Estorff)
  - 101. pješačka divizija (gen. Kraewel)

## Vojni raspored 11. armije krajem svibnja 1917.
Zapovjednik: general pješaštva Kuno von Steuben

- LXII. korpus (genpor. Richard von Webern)
  - 1. divizija (Bugarska) (gen. Nedjalkov)
  - 6. divizija (Bugarska) (gen. Popov)
  - 8. divizija (Bugarska) (gen. Bogdanov)

- LXI. korpus (genpor. Karl Suren)
  - 302. pješačka divizija (gen. Ziegeser)
  - 2. divizija (Bugarska) (gen. Burmov)
  - 3. divizija (Bugarska) (gen. Ribarov)

- Armijska pričuva
  - Bugarsko-makedonska gorska divizija (gen. Sapunarov)

## Vojni raspored 11. armije u rujnu 1918.
Zapovjednik: general pješaštva Kuno von Steuben

- LXI. korpus (genpor. Karl Suren)
  - 2. divizija (Bugarska) (gen. Rusov)
  - 4. divizija (Bugarska) (gen. Kiselov)
  - 302. pješačka divizija (gen. Ziegeser)

- LXII. korpus (genpor. Paul Fleck)
  - 1. divizija (Bugarska) (gen. Nedjalkov)
  - 5. divizija (Bugarska) (gen. Bončev)
  - Kombinirana divizija (Bugarska) (gen. Kantardžijev)

- Pod neposrednim armijskim zapovjedništvom
  - 3. divizija (Bugarska) (gen. Ribarov)

## Vanjske poveznice
(eng.) 11. armija na stranici Prussian Machine.com

(njem.) 11. armija na stranici Deutschland14-18.de  Arhivirana inačica izvorne stranice od 5. listopada 2013. (Wayback Machine)

(njem.) 11. armija na stranici Wiki-de.genealogy.net